# Evropská silnice E94
Mezinárodní silnice E94 je evropská silnice, která vede z Korintu přes Atény k aténskému letišti. Ačkoliv s délkou pouhých 83 km patří k nejkratším evropským silnicím I. třídy, je důležitou propojkou mezi páteřními silnicemi E65 a E75 a klíčovou spojnicí mezi Attikou a Peloponésem. Celá je vedena po dálnicích.

## Trasa
Řecko
- Korint (E65) – Megara – Nea Peramos –
- – Eleusina – Atény (E75) – Koropi (odb. na letiště Atény)